# Allenatori del Trapani Calcio
Qui di seguito sono riportati gli allenatori del Trapani Calcio, società calcistica italiana con sede a Trapani.

## Storia

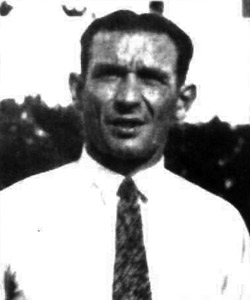
Heinrich Schönfeld

Il primo allenatore di rilievo del calcio trapanese fu nella prima metà degli anni trenta l'austriaco Heinrich "Enrico" Schönfeld della Juventus Trapani, che guidò la squadra a due ottimi campionati che permisero il rispecaggio ed a un secondo posto nella I Divisione. Schönfeld arrivò a Trapani dagli Stati Uniti (dove giocò nella American Soccer League tra il '26 e il '30) e precedentemente nel Torino ('23/25) e nell'Inter ('25/26). Gi anni precedenti la Seconda guerra mondiale vedono le formazioni trapanesi allenate da trainer locali (si ricordano Vito Rosano, Giuseppe Amilcare Oddo, il marsalese Gino Pipitone), mentre nel successivo dopoguerra, la A.S. Drepanum incominciò una politica più professionale e meno localistica ingaggiando Beppe Cutrera (già allenatore tra il '40 ed il '47 del Palermo e del U.S. Alcamo), l'ungherese Lajos Politzer (in precedenza attivo a Frosinone, CSA Montevarchi, Foggia e successivamente a Catania), l'olimpionico di Berlino Achille Piccini nell'annata del '50 ed Eolo Rossi (che allenerà in due stagioni a distanza di cinque anni).

Ferenc Plemich

Aimone Lo Prete sarà il traghettatore negli anni del cambio di denominazione tra A.S. Drepanum e A.S. Trapani, l'ungherese e triestino d'adozione Ferenc "Franco" Plemich e Gastone Prendato, tra gli anni cinquanta e sessanta, porteranno il Trapani all'ammissione nella nuova Serie C, dove Ottorino Dugini e Leandro Remondini sfiorarono la promozione in Serie B, oltre ad ottenere ottimi piazzamenti. Per tutti li anni '60 si avvicendarono allenatori che seppero gestire la squadra anche in situazioni economiche particolari come Eliseo Lodi o Francesco Lamberti, criticità che s'acuirono con la retrocessione del 1970 e l'avvicendamento di quattro allenatori. Passò poco tempo e con Aurelio Bongiovanni si acquisì la promozione ed il ritorno a campionati professionistici.
Bongiovanni tornò successivamente ad allenare il Trapani, come Renzo Sassi ed Egizio Rubino, quest'ultimo subentrò nella stagione 1977/78 a campionato in corso, e nel girone di ritorno ottenne il miglior risultato assoluto, ma non riuscì a evitare la retrocessione in Serie C2, decisa nella riformulazione dei campionati. Dalla Serie C2 si passò nuovamente ai campionati dilettantistici (la retrocessione avvenne nel 1979), e qui si alternarono l'uruguaiano Washington Cacciavillani, Alvaro Biagini e Carlo Orlandi che centrò la promozione subito dopo la fusione tra il Trapani stesso ed il Pro Trapani (ex Ligny Trapani) cambiando denominazione in A.S. Trapani 1906. Le stagioni professionistiche videro la formazione trapanese allenata da Graziano Landoni, dall'ex giocatore granata Nino Morana e da Franco Rondanini, che avvicendato da Mario Facco non riuscì ad evitare la retrocessione in un momento societario di grande difficoltà economica.

Ignazio Arcoleo

L'A.S. Trapani 1906 infatti fallisce ed il suo titolo sportivo viene rilevato dal Trapani Calcio S.p.A. dell'imprenditore Andrea Bulgarella, che dopo due campionati di assestamento centra due promozioni consecutive (dalla Serie D alla Serie C1) con l'allenatore palermitano Ignazio Arcoleo e sfiorando la Serie B negli spareggi promozione della Serie C1. La spinta propulsiva terminerà qualche anno dopo con la retrocessione in C2 e con l'ultimo sussulto dei play-off del 1998 con l'allenatore Giovanni Pagliari. Il campano Ezio Capuano sarà testimone, successivamente, del cambio di proprietà della società che porterà, non colpevolmente, alla retrocessione del Trapani per problemi finanziari e successivamente sportivi.
Grave crisi che trascinerà la squadra nelle serie minori fino al fallimento, che avrà come anello di congiunzione con la nuova società calcistica, l'ASD Trapani Calcio l'allenatore Massimiliano Mazzara. Dario Golesano, allievo di Zeman e suo assistente al Fenerbahçe e, soprattutto, Tarcisio Catanese saranno gli allenatori che tenteranno la promozione tra alterne vicende (penalizzazioni e spareggi per la retrocessione in Promozione) fino all'ingaggio del gelese Roberto Boscaglia, che porterà il Trapani, dal 2009 al 2013, dalla Serie D alla Lega Pro Prima Divisione ed alla promozione in Serie B per la prima volta in assoluto nella storia del calcio granata. Nel corso della stagione 2014-15 viene esonerato e sostituito da Serse Cosmi che porterà i granata nella stagione successiva al terzo posto.

## Statistiche
Dati aggiornati al 14 giugno 2024 ed inclusivi di tutti i match ufficiali di campionato e coppe nazionali.
| Nome                                            | Naz.     | Stagioni | Dal        | Al         | G   | V   | P  | S  | %V     |
| ----------------------------------------------- | -------- | -------- | ---------- | ---------- | --- | --- | -- | -- | ------ |
| Heinrich Schönfeld                              | Austria  | 5        | 1930       | 1935       | 65  | 35  | 10 | 18 | 53,84% |
| Attilio Buratti                                 | Italia   | 1        | 1933       | 1934       | 16  | 0   | 4  | 12 | 00,00% |
| Vito Rosano                                     | Italia   | 1        | 1936       | 1937       | -   | -   | -  | -  | %      |
| Amilcare Oddo                                   | Italia   | 2        | 1937       | 1939       | 5   | 3   | 1  | 1  | 60,00% |
| ?                                               | Italia   | 2        | 1939       | 1941       | -   | -   | -  | -  | %      |
| Elio Maccaferri                                 | Italia   | 1        | 1942       | 1943       | 14  | 4   | 3  | 7  | 28,57% |
| ?                                               | Italia   | ?        | 1943       | 1944       | 6   | 1   | 1  | 4  | 16,66% |
| Messina                                         | Italia   | 1        | 1944       | 1945       | -   | -   | -  | -  | %      |
| Gino Pipitone                                   | Italia   | 2        | 1945       | 1947       | 24  | 7   | 5  | 12 | 29.16% |
| Giuseppe Cutrera                                | Italia   | 1        | 1947       | 1948       | 30  | 14  | 6  | 10 | 46,66% |
| Lajos Politzer                                  | Ungheria | 1        | 1948       | 1949       | 34  | 11  | 11 | 12 | 32,35% |
| Achille Piccini                                 | Italia   | 1        | 1949       | 1950       | 34  | 7   | 7  | 20 | 20,58% |
| Eolo Rossi                                      | Italia   | 2        | 1950       | 1955       | 44  | 18  | 17 | 9  | 44,90% |
| Aimone Lo Prete                                 | Italia   | 2        | 1951       | 1952       | 35  | 13  | 5  | 17 | 37,14% |
| Ferenc Plemich                                  | Ungheria | 2        | 1952       | 1953       | 32  | 12  | 8  | 12 | 37,50% |
| Nevio Corradini e Luigi Soffrido                | Italia   | 1        | 1953       | 1954       | 21  | 9   | 6  | 6  | 42,85% |
| Salvatore Giliberti                             | Italia   | 1        | 1955(int.) |            | 4   | 2   | 0  | 2  | 50,00% |
| Gastone Prendato                                | Italia   | 4        | 1955       | 1962       | 118 | 51  | 29 | 30 | 43,22% |
| Ottorino Dugini                                 | Italia   | 4        | 1957       | 1971       | 132 | 60  | 37 | 34 | 45,45% |
| Aurelio Marchese                                | Italia   | 1        | 1958       | 1959       | 37  | 16  | 10 | 11 | 43,24% |
| Leandro Remondini                               | Italia   | 1        | 1962       | 1963       | 34  | 12  | 17 | 5  | 35,29% |
| Francesco Lamberti                              | Italia   | 2        | 1963       | 1969       | 43  | 9   | 23 | 15 | 20,93% |
| Luigi Soffrido                                  | Italia   | 1        | 1963       | 1964       | 25  | 10  | 5  | 10 | 40,00% |
| Gino Vianello                                   | Italia   | 1        | 1964       | 1965       | 16  | 3   | 9  | 4  | 18,75% |
| Renato Piacentini                               | Italia   | 3        | 1965       | 1968       | 57  | 18  | 21 | 18 | 31,57% |
| Eliseo Lodi                                     | Italia   | 1        | 1966       | 1967       | 15  | 3   | 4  | 8  | 20,00% |
| Piero Andreoli                                  | Italia   | 3        | 1967       | 1970       | 52  | 19  | 13 | 18 | 36,53% |
| Domenico Rosati                                 | Italia   | 1        | 1968       |            | 17  | 6   | 4  | 7  | 35,29% |
| Giovanni Zanollo                                | Italia   | 1        | 1969       | 1969       | 8   | 2   | 1  | 5  | 25,00% |
| Romolo Camuffo                                  | Italia   | 1        | 1969       |            | 7   | 1   | 2  | 4  | 14,28% |
| Fulvio Castaldi                                 | Italia   | 1        | 1970       |            | 4   | 0   | 3  | 1  | 00,00% |
| Aurelio Bongiovanni                             | Italia   | 3        | 1971       | 1978       | 100 | 38  | 24 | 28 | 38,00% |
| Alberto Eliani                                  | Italia   | 1        | 1972       |            | 9   | 1   | 2  | 6  | 11,11% |
| Giancarlo Vitali                                | Italia   | 1        | 1972       | 1973       | 31  | 14  | 5  | 12 | 45,16% |
| Antonino Morana                                 | Italia   | 6        | 1973       | 1988       | 171 | 49  | 63 | 59 | 28,65% |
| Renzo Sassi                                     | Italia   | 1        | 1974       | 1975       | 42  | 9   | 20 | 13 | 21,42% |
| Enzo De Francisci, Andrea Chini e Natale Picano | Italia   | 1        | 1977(int.) |            | 1   | 0   | 1  | 0  | 00,00% |
| Egizio Rubino                                   | Italia   | 2        | 1977       | 1978       | 42  | 12  | 17 | 13 | 28,57% |
| Domenico Rizzo                                  | Italia   | 1        | 1979       |            | 21  | 4   | 9  | 8  | 19,04% |
| Elia Greco                                      | Italia   | 1        | 1980       | 1981       | 34  | 13  | 12 | 9  | 38,23% |
| Washington Cacciavillani                        | Uruguay  | 2        | 1981       | 1983       | 40  | 19  | 14 | 7  | 47,50% |
| Carlo Orlandi                                   | Italia   | 3        | 1982       | 1986       | 106 | 45  | 34 | 27 | 42,45% |
| Alvaro Biagini                                  | Italia   | 1        | 1983       | 1984       | 21  | 6   | 9  | 6  | 28,57% |
| Bartoluccio Sorrentino                          | Italia   | 1        | 1984       |            | 11  | 5   | 3  | 3  | 45,45% |
| Graziano Landoni                                | Italia   | 1        | 1986       |            | 13  | 3   | 4  | 6  | 23,07% |
| Franco Rondanini                                | Italia   | 3        | 1988       | 1989       | 77  | 17  | 30 | 30 | 22,07% |
| Francesco Concialdi                             | Italia   | 2        | 1989(int.) | 1990(int.) | 4   | 1   | 1  | 3  | 25,00% |
| Mario Facco                                     | Italia   | 1        | 1989       | 1990       | 24  | 1   | 5  | 17 | 4,16%  |
| Angelo Lombardo                                 | Italia   | 1        | 1990       |            | 13  | 8   | 2  | 3  | 61,53% |
| Enzo Domingo                                    | Italia   | 1        | 1990       | 1991       | 25  | 14  | 6  | 5  | 56,00% |
| Lino De Petrillo                                | Italia   | 1        | 1991       |            | 4   | 0   | 2  | 2  | 00,00% |
| Ignazio Arcoleo                                 | Italia   | 5        | 1991       | 2006       | 162 | 81  | 44 | 37 | 50,00% |
| Walter Nicoletti                                | Italia   | 1        | 1995       | 1996       | 39  | 9   | 17 | 13 | 23,07% |
| Ivo Iaconi                                      | Italia   | 1        | 1996       | 1997       | 44  | 14  | 14 | 16 | 31,81% |
| Giovanni Pagliari                               | Italia   | 1        | 1997       | 1998       | 42  | 16  | 14 | 12 | 38,09% |
| Aldo Papagni                                    | Italia   | 1        | 1998       |            | 14  | 3   | 4  | 7  | 21,42% |
| Andrea Pensabene                                | Italia   | 1        | 1998       | 1999       | 24  | 8   | 9  | 7  | 33,33% |
| Pietro Ruisi                                    | Italia   | 1        | 1999       |            | 4   | 1   | 1  | 2  | 25,00% |
| Massimo Tutrone                                 | Italia   | 1        | 1999(int.) |            | 1   | 0   | 0  | 1  | 00,00% |
| Ezio Capuano                                    | Italia   | 1        | 1999       | 2000       | 33  | 7   | 12 | 14 | 21,21% |
| Massimiliano Mazzara                            | Italia   | 4        | 2000       | 2004       | 132 | 47  | 26 | 57 | 35,60% |
| Nicola Celano                                   | Italia   | 1        | 2005(int.) |            | 2   | 0   | 1  | 1  | 0,00%  |
| Dario Golesano                                  | Italia   | 1        | 2004       | 2005       | 36  | 13  | 9  | 14 | 36,11% |
| Salvatore Vassallo                              | Italia   | 1        | 2005       |            | 7   | 3   | 0  | 4  | 42,85% |
| Cosimo De Feo                                   | Italia   | 1        | 2005       | 2006       | 23  | 5   | 6  | 12 | 21,73% |
| Santino Nuccio                                  | Italia   | 1        | 2006       |            | 11  | 3   | ?  | ?  | ?%     |
| Tarcisio Catanese                               | Italia   | 3        | 2006       | 2009       | 96  | 43  | 27 | 26 | 44,79% |
| Carmine Pugliese                                | Italia   | 1        | 2009       |            | 7   | 2   | 2  | 3  | 28,57% |
| Roberto Boscaglia                               | Italia   | 5        | 2009       | 2015       | 232 | 105 | 65 | 62 | 45,25% |
| Serse Cosmi                                     | Italia   | 2        | 2015       | 2016       | 74  | 28  | 26 | 20 | 37,84% |
| Valeriano Recchi                                | Italia   | 1        | 2016(int.) |            | 1   | 0   | 0  | 1  | 00,00% |
| Alessandro Calori                               | Italia   | 2        | 2016       | 2018       | 68  | 30  | 18 | 20 | 44,12% |
| Vincenzo Italiano                               | Italia   | 1        | 2018       | 2019       | 47  | 27  | 11 | 9  | 57,45% |
| Francesco Baldini                               | Italia   | 1        | 2019       |            | 18  | 4   | 4  | 10 | 22,22% |
| Fabrizio Castori                                | Italia   | 1        | 2019       | 2020       | 22  | 8   | 9  | 5  | 36,36% |
| Daniele Di Donato                               | Italia   | 1        | 2020       |            | -   | -   | -  | -  | %      |
| Ivan Moschella                                  | Italia   | 1        | 2021       |            | 9   | 4   | 2  | 3  | 44,44% |
| Leo Criaco                                      | Italia   | 1        | 2021(int.) |            | 6   | 2   | 3  | 1  | 33,33% |
| Massimo Morgia                                  | Italia   | 1        | 2021       | 2022       | 20  | 5   | 9  | 7  | 24,00% |
| Ivan Moschella                                  | Italia   | 1        | 2022       |            | 6   | 1   | 2  | 3  | 16,66% |
| Alfio Torrisi                                   | Italia   | 1        | 2022       |            | 6   | 2   | 4  | 0  | 33,33% |
| Alessandro Monticciolo                          | Italia   | 1        | 2022       | 2023       | 17  | 7   | 6  | 4  | 41,17% |
| Alfio Torrisi                                   | Italia   | 2        | 2023       | oggi       | 63  | 50  | 9  | 4  | 79,36% |

1. ↑  Non sono computate le partite del Campionato 1930-31 e della Coppa Arpinati.
2. ↑  Dati non disponibili
3. ↑  I dati del campionato 1938-39 non disponibili.
4. ↑  Nome dell'allenatore e dati non disponibili.
5. ↑  Nome dell'allenatore non disponibile.
6. ↑  Dati non disponibili.
7. ↑  Non sono computate le partite della Coppa Italia Dilettanti 2000-01 e 2001-02 (fase regionale).
8. ↑  Non sono computate le partite della fase regionale della Coppa Italia Dilettanti 2007-2008.

## Titoli vinti
Segue l'elenco degli allenatori con i trofei ufficiali vinti alla guida delle squadre trapanesi.
| Nome                | Lega Pro Prima Div./Serie C | Seconda Divisione | Serie C2      | Serie D       | Cam. Interregionale | Cam. Naz. Dilettanti | Totale |
| ------------------- | --------------------------- | ----------------- | ------------- | ------------- | ------------------- | -------------------- | ------ |
| Roberto Boscaglia   | 1 (2012-2013)               |                   |               |               |                     |                      | 1      |
| Heinrich Schönfeld  |                             | 1 (1931-1932)     |               |               |                     |                      | 1      |
| Ignazio Arcoleo     |                             |                   | 1 (1993-1994) |               |                     | 1 (1992-1993)        | 2      |
| Aurelio Bongiovanni |                             |                   |               | 1 (1971-1972) |                     |                      | 1      |
| Alfio Torrisi       |                             |                   |               | 1 (2023-2024) |                     |                      | 1      |
| Carlo Orlandi       |                             |                   |               |               | 1 (1984-1985)       |                      | 1      |